# Зиганшина, Наталья Камиловна
Ната́лья Ками́ловна Зига́ншина (в замужестве Га́зина; род. 24 декабря 1985 года, Ленинград, СССР) — российская гимнастка. Бронзовый призёр Олимпийских игр в командном первенстве (2004), многократный серебряный призёр чемпионатов мира и Европы, двукратная чемпионка Европы. Заслуженный мастер спорта России.

## Биография
Наталья Зиганшина родилась 24 декабря 1985 года, в Ленинграде. По национальности — татарка. Отец — Камил Шамильевич, мать — Татьяна Степанасовна. Её младшая сестра Гульнара Галич (урожд. Зиганшина) также гимнастка, участница чемпионата Европы среди юниоров 2002, мастер спорта России международного класса, ныне — тренер; младший брат Руслан Зиганшин тоже гимнаст. Образование высшее — окончила ГАФК имени П. Ф. Лесгафта. Начала заниматься гимнастикой с 5 лет под руководством Маргариты Семёновой.
В 2000 году выиграла «золото» в командном первенстве на чемпионате Европы среди юниоров.
В 2001 году выиграла два «серебра» на чемпионате мира — в абсолютном и командном первенствах.
В 2002 году завоевала «серебро» Чемпионата мира в опорном прыжке. Несколько месяцев до этого она стала двукратной чемпионкой Европы (командное первенство и опорный прыжок), а также выиграла «серебро» в вольных упражнениях; в абсолютном первенстве остановилась в шаге от пьедестала, став 4-й.
Из-за сильных болей в бедре во время тренировок перед чемпионатом мира 2003 была вынуждена принять решение о пропуске чемпионата.
Весной 2004 года получила травму колена. Потребовалась операция, в результате которой был вырезан мениск. Из-за этого пропустила чемпионат Европы, встал вопрос об участии в Олимпиаде 2004. Колено быстро заживало. Зиганшина достаточно успешно выступила на чемпионате России 2004 и международных соревнованиях в Великобритании. Вскоре была официально включена в Олимпийскую сборную России на Олимпийские игры 2004.
На Летних Олимпийских играх 2004 в составе сборной России завоевала «бронзу» в командном первенстве. В командном первенстве она выступила только на одном снаряде — разновысокие брусья и набрала невысокую оценку 9.050. Впоследствии заявляла, что на брусьях не получился «перелет Шушуновой». В личном первенстве и на отдельных снарядах в финалы пройти не удалось.
После Летней Олимпиады 2004 заявила, что хотела бы выступить со своей сестрой на Летних Олимпийских играх 2008.
В 2005 году объявила о завершении карьеры из-за многочисленных травм и отсутствия мотивации.
Разведена (в разводе — Газина), от брака двое детей.